# Carlos Rafael Goico Morales
Carlos Rafael Goico Morales(El Seibo 10 de octubre de 1909 - Santo Domingo,República Dominicana 11 de abril de 1992) fue un juez,abogado y político dominicano que ocupó la Vicepresidencia de la República Dominicana desde 1970 hasta 1978 durante los gobiernos de Joaquín Balaguer.

## Biografía
Goico Morales nació en El Seibo el 10 de octubre de 1909 fue hijo de juez de varias circunscripciones, secretario de Estado de Agricultura, Pecuaria y Colonización, fue secretario de Estado de Interior y Policía y secretario de Estado Sin Cartera. Fue diputado por la provincia de El Seibo y La Altagracia donde ocupó la presidencia del hemiciclo entre 1961 y 1962. Se desempeñó también como procurador general de la República entre 1968 y 1969.
Fue un miembro fundador junto a Joaquín Balaguer del Partido Reformista Social Cristiano.
Fue tío del afamado presentador de televisión y comediante Freddy Beras Goico.